# لوسينينات
اللوسينينات (الاسم العلمي: Lucinoidea) هو فوق فصيلة من الحيوانات يتبع رتبة اللوسينيات من طائفة ذوات المصراعين.

## التصنيف
- اللوسينات
  - اللوسيناوات
    - اللوسينة